# Louis Daure Lamartinière
Pour les articles homonymes, voir Lamartinière.

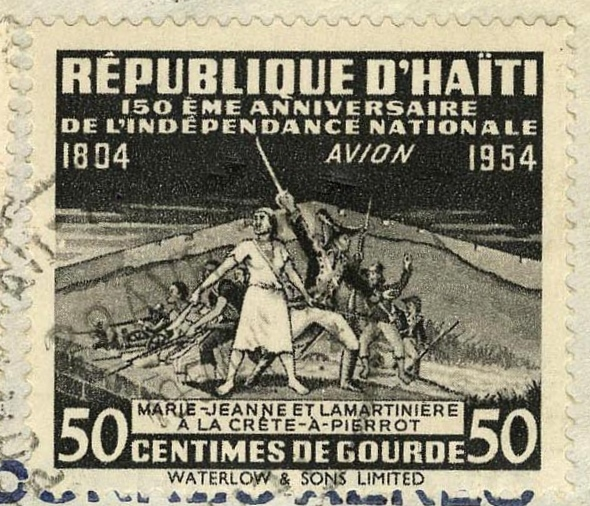
Timbre poste haïtien représentant Lamartinière et sa femme défendant le fort de la Crête à Pierrot.

Louis Daure Lamartinière, né à Léogâne en 1771 et mort le 2 novembre 1802 à Arcahaie, est un officier de la Révolution haïtienne et un officier supérieur de l'armée napoléonienne. Il commanda la résistance armée haïtienne lors du siège de la Crête à Pierrot.

## Biographie
Louis Daure Lamartinière était un mulâtre. Il était le fils illégitime d'un exploitant blanc et d'une métisse. Le père de Louis Daure possédait une plantation de sucre et une raffinerie près de Léogâne . Il avait reconnu son fils mulâtre, mais avait laissé ses biens en héritage à son fils légitime blanc.
Louis Daure Lamartinière s'engagea comme soldat dans les troupes françaises commandées par André Rigaud. De 1793 à 1798, il combattit au côté de Rigaud contre l'invasion de l'île de Saint-Domingue par les Britanniques. Après la défaite des forces militaires britanniques, Lamartinière en profita pour chasser son demi-frère et prit possession des terres de la famille.
En 1802, le brigadier chef de bataillon Lamartinière commandait le fort de la Crête à Pierrot. Sa femme, Marie-Jeanne Lamartinière le secondait dans son commandement. Le 4 mars l'avant-garde française forte de 2 000 hommes commandée par le général Debelle atteignait le fort de la Crête à Pierrot. Elle passa aussitôt à l'attaque, bien que n'étant à ce moment que 300, les hommes de Lamartinière se jetèrent dans les tranchées et bombardèrent les Français avec leur artillerie, puis les cavaliers de la garde d'honneur de Toussaint Louverture firent une contre-attaque qui mit les Français en fuite. 400 d'entre eux furent tués ou blessés, et le général  Debelle fut grièvement blessé. Le 12 mars, un nouvel assaut mené par le capitaine général Leclerc sur le fort échoua également, la brigade Boudet perdit 480 hommes tués ou blessés, celle de Dugua 200 à 300 hommes. Les trois généraux avaient en outre été blessés, Leclerc avait été touché à l'entrejambe, Dugua avait été atteint mortellement de deux balles, et Boudet avait été blessé au talon, Lacroix restait à ce moment le seul général valide, celui-ci décida d'opérer des missions de reconnaissance avant d'opérer une nouvelle attaque de grande envergure, cependant ses troupes étaient constamment harcelées par les insurgés de Lamartinière. Le 22 mars, une autre tentative de Donatien-Marie-Joseph de Rochambeau contre les redoutes fortifiées du fort, défendues par 200 hommes commandés par Lamartinière, échoua à nouveau et coûta 300 hommes aux Français. Le commandement français ordonna d'établir le siège de la Crête à Pierrot. Affamés, les hommes de la garnison du fort se replièrent avec Lamartinère, laissant derrière eux leurs frères d'armes morts ou blessés.
Quelques mois plus tard, Toussaint Louverture et un certain nombre d'officiers de l'armée indigène se soumirent à l'armée napoléonienne et furent recrutés par celle-ci pour commander les troupes. Louis Daure Lamartinière fut élevé au grade de colonel par Rochambeau, pour sa bravoure lors du siège de la Crête à Pierrot. Néanmoins, Lamartinière attendait que Jean-Jacques Dessalines prit les armes contre la France pour rallier sa cause. En attendant, Lamartinière, à la tête de la 3e coloniale, reçut l'ordre de Rochambeau de marcher sur les insurgés qui avaient attaqué la ville d'Arcahaie. Lamartinière donna le change vis-à-vis de Rochambeau en matant la résistance à Arcahaie, dans l'attente de l'arrivée de Dessalines pour rejoindre le camp des insurgés. Les officiers insurgés Jean-Louis Larose et Jean-Charles Courjol harcelaient les troupes impériales dans les contreforts de la chaîne des Matheux dominant la plaine de l'Arcahaie. Le 2 novembre 1802, Louis Daure Lamartinière et ses soldats tombèrent dans une embuscade au cours de laquelle Jean-Charles Courjol tua Lamartinière en lui tranchant le cou. Il plaça sa tête en haut d'une pique. Jean-Louis Larose se montra affligé par la mort de son ancien compagnon d'armes de la crête à Pierrot et lui fit une sépulture en son honneur.